# Acakyra laterialba
Acakyra laterialba är en skalbaggsart som beskrevs av Martins och Maria Helena M. Galileo 2001. Acakyra laterialba ingår i släktet Acakyra och familjen långhorningar. Inga underarter finns listade i Catalogue of Life.